# Marian Murman
Marian Murman (ur. 1922 w Iwoniczu-Zdroju, zm. 2008) – polski artysta fotograf, uhonorowany tytułem Artiste FIAP (AFIAP). Członek rzeczywisty Okręgu Gdańskiego Związku Polskich Artystów Fotografików. Członek honorowy Gdańskiego Towarzystwa Fotograficznego.

## Życiorys
Marian Murman był absolwentem ówczesnej Szkoły Sztuk Plastycznych, obecnie (od 1959) Zespołu Szkół Plastycznych im. Antoniego Kenara w Zakopanem oraz studentem Wydziału Malarstwa Akademii Sztuk Pięknych im. Jana Matejki w Krakowie.  
Związany z pomorskim środowiskiem fotograficznym, mieszkał i pracował w Gdańsku – fotografował od lat dziecięcych. Początkowo prowadził własny zakład fotograficzny, kolejno – w 1966 podjął pracę kierownika w Zakładach Spółdzielczych Fotoplastyka, później był wykładowcą fotografii w ówczesnej Państwowej Wyższej Szkole Sztuk Plastycznych – obecnej (od 1996) Akademii Sztuk Pięknych w Gdańsku. Miejsce szczególne w jego twórczości zajmowała fotografia architektury (w dużej części Gdańska), fotografia dokumentalna oraz fotografia krajoznawcza. 
Marian Murman był autorem i współautorem wielu wystaw fotograficznych; indywidualnych, zbiorowych, pokonkursowych. Brał aktywny udział w Międzynarodowych Salonach Fotograficznych, organizowanych (m.in.) pod patronatem FIAP, zdobywając wiele akceptacji, wyróżnień, dyplomów, listów gratulacyjnych. Był członkiem Gdańskiego Towarzystwa Fotograficznego, w czasie późniejszym został członkiem honorowy GTF. W 1963 został przyjęty w poczet członków Okręgu Gdańskiego Związku Polskich Artystów Fotografików. W 1968 został uhonorowany tytułem Artiste FIAP (AFIAP), przyznanym przez Międzynarodową Federację Sztuki Fotograficznej FIAP. W 1983 został uhonorowany Dyplomem United Nations Industrial Development Organization. 
Marian Murman zmarł w 2008, pochowany na starym cmentarzu w Iwoniczu-Zdroju. Jego fotografie mają w swoich zbiorach – Archiwum Państwowe w Gdańsku oraz Fototeka Związku Polskich Artystów Fotografików.
Jego żoną była Dżemila Smajkiewicz-Murman, a synem jest Adam.

## Publikacje (albumy)
- Gdańsk, jego dzieje i kultura
- Gdańsk – Przeszłość i Współczesność
- Dwór Artusa w Gdańsku
- Liberi Gedanens

Źródło